# Comuna Sliven, Sliven
Sliven (în bulgară Сливен) este o comună în regiunea Sliven, Bulgaria, formată din orașele Kermen și Sliven și 43 de sate. 

## Localități componente

### Orașe
- Kermen
- Sliven

### Sate
| - Beala - Bikovo - Binkos - Blateț - Bojevți - Bozadjii - Cintulovo - Ciokoba - Dragodanovo - Gavrailovo - Ghergheveț - Glufișevo - Glușnik - Goleamo Ciocioveni - Gorno Aleksandrovo | - Gradsko - Icera - Izgrev - Jeliu Voivoda - Kaloianovo - Kamen - Kovacite - Krușare - Malko Ciocioveni - Mecikarevo - Mladovo - Nikolaevo - Novacevo - Panaretovți | - Rakovo - Seliminovo - Skobelevo - Sotirea - Sredorek - Stara Reka - Staro Selo - Strupeț - Topolceane - Trapoklovo - Văglen - Zaiceari - Zlati Voivoda - Samuilovo |

## Demografie
Componența etnică a comunei Sliven
     Romi (9,7%)
     Turci (3,35%)
     Bulgari (70,84%)
     Nicio identificare (14,88%)
     Altele (1,2%)
La recensământul din 2011, populația comunei Sliven era de 125.268 locuitori. Din punct de vedere etnic, majoritatea locuitorilor (70,84%) erau bulgari, existând și minorități de romi (9,7%) și turci (3,35%). Pentru 14,88% din locuitori nu este cunoscută apartenența etnică.